# Мальта на літніх Олімпійських іграх 2020
Мальту на літніх Олімпійських іграх 2020 представляли шість спортсменів у п'яти видах спорту.